# 台湾舞曲
台湾舞曲（たいわんぶきょく、英語:Formosan Dance）作品1は、作曲家、声楽家の江文也が1934年に発表した管弦楽曲、およびピアノ曲。「台湾の舞曲」とも表記される。

## 作曲の経緯
この曲は元々2部からなる管弦楽曲「南の嶋に拠る交響的素描」の第2曲「城内の夜」だったが、改稿・独立されて作品番号1を付された。ブラームスの『ハンガリー舞曲』やドヴォルザークの『スラヴ舞曲』のような単純な構造とは異なり、ソナタ形式を踏まえたロマン派的な音詩と呼べるものになっている。1936年ベルリンオリンピック芸術競技音楽部門に選外佳作としてのメダルが贈られる（「3位入賞」とあるのは誤り）など、作曲者の出世作としてのみならず、アジアの作曲家がヨーロッパの楽壇に知られる契機をつくった作品である。以下に作曲者が付した文章を紹介する。
| 「 | 「私はそこに華麗を尽くした殿堂を見た。荘厳を極めた楼閣を見た。深い森に囲まれた演芸場や祖廟を見た。しかし、これらのものはもう終りを告げた。これらはみな霊となって微妙なる空間に融け込んで幻想が消え失せるように、神と子の寵愛をほしいままに一身に集めたこれらは、脱穀のように闇に浮かんでいた。ああ、私はそこに引き潮に残る二ツ三ツの泡沫のある風景を見た。」 | 」 |

## 音楽の構成
台湾の原住民族である高山族の民謡から主題をとり、アレグロ―モデラート―アレグロの三部になっている。

## 演奏時間
およそ8分から9分。

## 管弦楽版の編成
フルート2、オーボエ2、クラリネット2、ファゴット2、ホルン4、トランペット2、トロンボーン3、チューバ1、ティンパニ1、ピアノ1、弦楽五部。